# Ariadne timora
Ariadne timora är en fjärilsart som beskrevs av Wallace 1869. Ariadne timora ingår i släktet Ariadne och familjen praktfjärilar. Inga underarter finns listade i Catalogue of Life.